# Vis-en-Artois
Vis-en-Artois település Franciaországban, Pas-de-Calais megyében. Lakosainak száma 639 fő (2022. január 1.). Vis-en-Artois Boiry-Notre-Dame, Chérisy, Guémappe, Haucourt, Hendecourt-lès-Cagnicourt, Monchy-le-Preux és Rémy községekkel határos.

## Népesség
A település népessége az elmúlt években az alábbi módon változott:
| Lakosok száma | 654  | 653  | 667  | 654  | 651  | 649  | 644  | 645  | 639  |
|               | 2013 | 2015 | 2016 | 2017 | 2018 | 2019 | 2020 | 2021 | 2022 |